# Ópera de Seattle

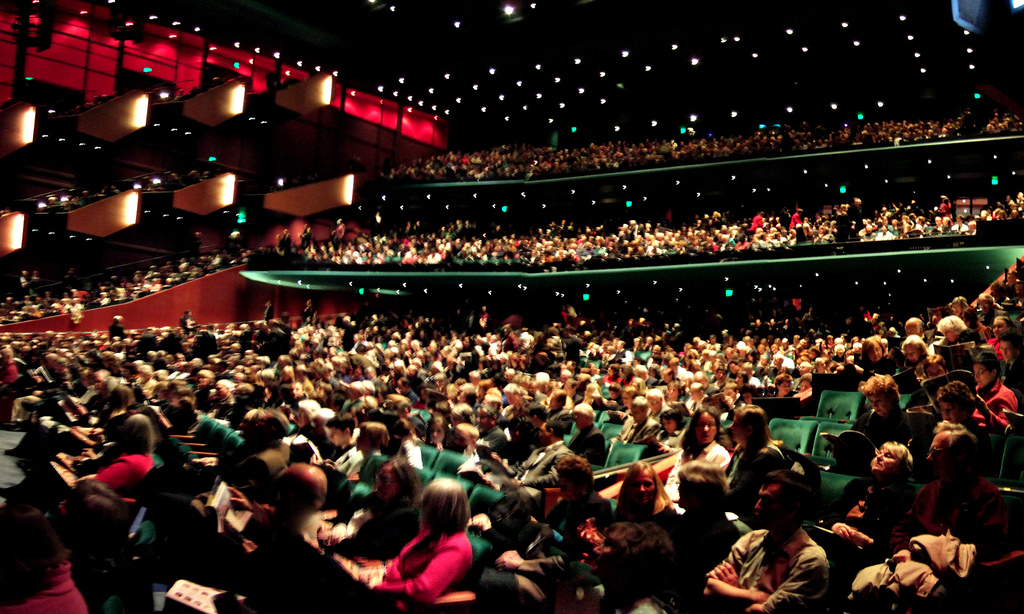

Seattle Opera House Marion Oliver McCaw Hall es la sala sede de la compañía de la Ópera de Seattle dirigida por Speight Jenkins y del Pacific Northwest Ballet en el estado de Washington (Estados Unidos)

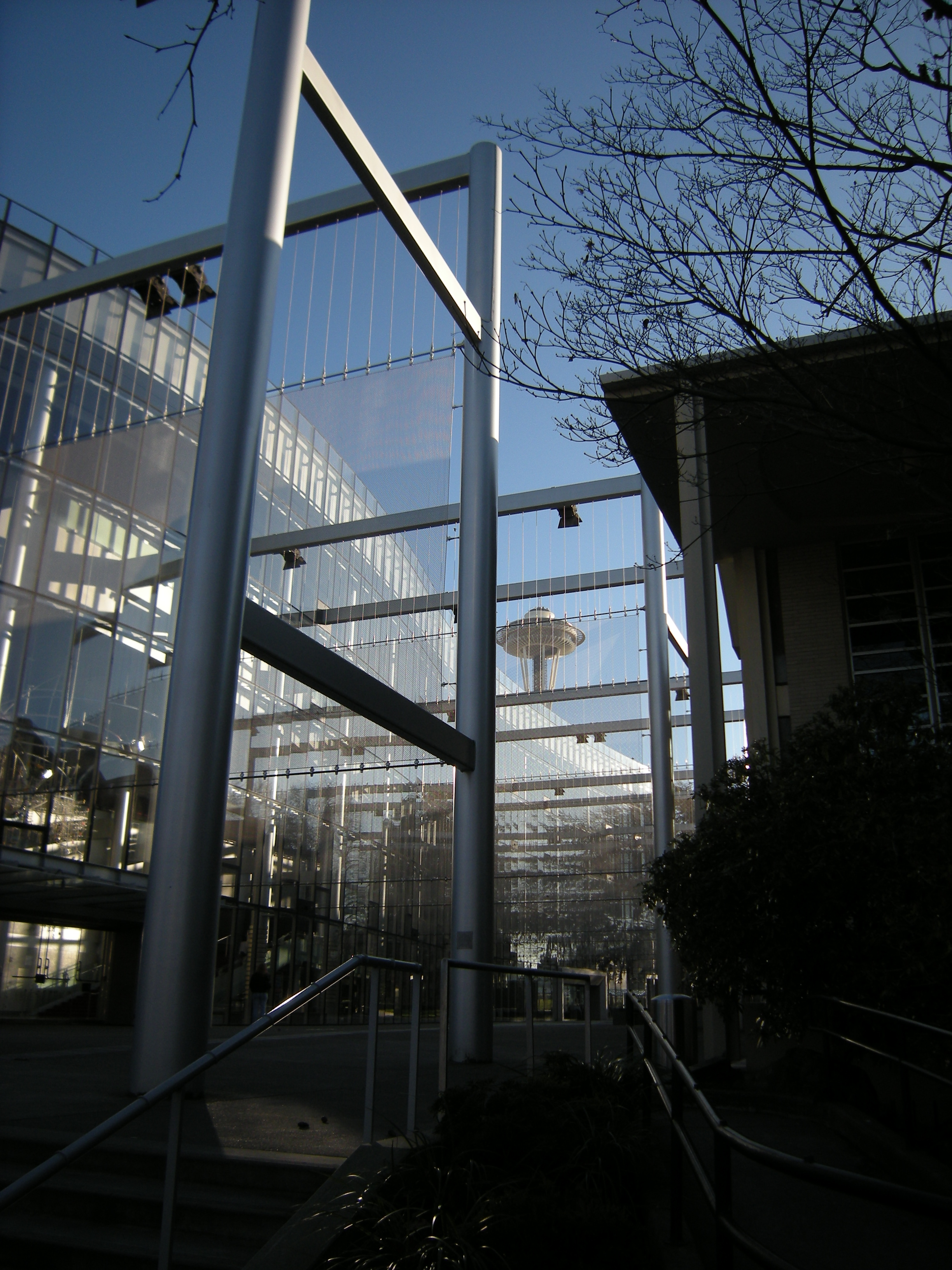

Inaugurada en 2003 fue construida utilizando la estructura de la antigua sede de la entidad original de la Feria Mundial de 1962.
La sala tiene capacidad para 2890 espectadores.
La rodea la Kreielsheimer Promenade diseñada por Gustafson Guthrie Nichol y conecta el edificio con el 'Seattle Center Campus. 
Se llevan a cabo las representaciones de El anillo del nibelungo con asistencia de audiencia y elencos internacionales.